# Theophilus Painter
Theophilus Shickel Painter (22 de agosto de 1889 – 5 de octubre de 1969) fue un zoólogo estadounidense conocido por su trabajo en la identificación de los genes en moscas de la fruta (Drosophila). Consiguió este logro aplicando técnicas de observación recién descubiertas de gran detalle para hacer visibles los cromosomas politénicos gigantes localizados en las glándulas salivales de Drosophila y de otras larvas de dípteros. Así mismo, fue el primero en determinar en 1921 el número de cromosomas humanos en 48, valor que se aceptó como correcto durante más de tres décadas, hasta que en 1956 Joe Hin Tjio demostró mediante técnicas más modernas que el número correcto es de 46.

## Semblanza
Painter comenzó a trabajar en la facultad de la Universidad de Texas en 1916, y excepto en su período militar durante la Primera Guerra Mundial, permaneció allí a lo largo de toda su carrera. Ocupó sucesivamente los puestos de profesor asociado, profesor y profesor distinguido de zoología. Fue presidente suplente (1944–1946) y presidente (1946–1952) de la Universidad de Texas, y se retiró de la enseñanza activa en 1966.
Painter era presidente de la Universidad de Texas cuando la solicitud para el cargo de residente de Hermon Marion Sweatt fue denegada debido a su raza. Posteriormente, Painter fue demandado por la defensa en el caso de derechos civiles Sweatt v. Painter, 339 EE. UU.629 (1950), que se convertiría en un valioso antecedente en el caso clave de Brown contra el Consejo de Edución de Topeka (Kansas, 1954), en el que se dictaminó que la "segregación es inherentemente contraria a la igualdad", sentencia que condujo a la integración de las escuelas públicas de los Estados Unidos.
También es conocido por sus estudios pioneros de los cromosomas humanos. En 1921 dio inicialmente el número de 24 para los cromosomas meióticos humanos. Intentó contar la masa enredada de cromosomas visible bajo un microscopio en espermatocitos en preparaciones celulares de tejido testicular, y llegó a la conclusión de que eran 24. Otros científicos repitieron a continuación su experimento con otros métodos y también llegaron al número de 24. Se estableció que si había 24 cromosomas en los espermatocitos, tenía que haber un número igual en el gameto femenino, por lo que el número de cromosomas humanos era de 48, conclusión errónea que se mantuvo sin discusión durante más de 30 años.
No fue hasta 1955 cuando el genetista indonesio Joe Hin Tjio (1919-2001), utilizando técnicas más evolucionadas, observó los cromosomas en células somáticas humanas, y para su sorpresa inicial, halló 46 cromosomas. Junto con el científico sueco Albert Levan, Tjio publicó su hallazgo a comienzos de 1956, siendo finalmente revisado el número de cromosomas humanos al valor actualmente reconocido.
En 1934 Painter recibió la Medalla Daniel Giraud Elliot de la Academia Nacional de Ciencias.